# Sceloporus nelsoni
Sceloporus nelsoni är en ödleart som beskrevs av  Cochran 1923. Sceloporus nelsoni ingår i släktet Sceloporus och familjen Phrynosomatidae. IUCN kategoriserar arten globalt som livskraftig.

## Underarter
Arten delas in i följande underarter:
- S. n. nelsoni
- S. n. barrancarum